# Kalinovica
 Kalinovica  falu Horvátországban Zágráb megyében. Közigazgatásilag Sveta Nedeljához tartozik.

## Fekvése
Zágráb központjától 16 km-re délnyugatra, községközpontjától 5  km-re délkeletre, a Szamobori-hegység és a Szávamenti-síkság találkozásánál fekszik.

## Története
1857-ben 79,  1910-ben 144 lakosa volt. 
Trianon előtt Zágráb vármegye Szamobori járásához tartozott. 2011-ben a falunak 392 lakosa volt.

## Lakosság
| Lakosság változása | Lakosság változása | Lakosság változása | Lakosság változása | Lakosság változása | Lakosság változása | Lakosság változása | Lakosság változása | Lakosság változása | Lakosság változása | Lakosság változása | Lakosság változása | Lakosság változása | Lakosság változása | Lakosság változása | Lakosság változása |
| ------------------ | ------------------ | ------------------ | ------------------ | ------------------ | ------------------ | ------------------ | ------------------ | ------------------ | ------------------ | ------------------ | ------------------ | ------------------ | ------------------ | ------------------ | ------------------ |
| 1857               | 1869               | 1880               | 1890               | 1900               | 1910               | 1921               | 1931               | 1948               | 1953               | 1961               | 1971               | 1981               | 1991               | 2001               | 2011               |
| 79                 | 94                 | 97                 | 112                | 112                | 144                | 198                | 193                | 269                | 253                | 301                | 313                | 312                | 326                | 374                | 392                |

## Külső hivatkozások
- Sveta Nedelja weboldala
- Sveta Nedelja turisztikai egyesületének honlapja